# Alan Warner
Alan Warner (Oban, 1964) è uno scrittore scozzese, attualmente residente in Irlanda.
È stato definito da The Scotsman "...una delle voci più significative della sua generazione".

## Biografia
Il suo primo romanzo Rave Girl (Morvern Callar in originale) è stato vincitore del Somerset Maugham Award ed è diventato anche un film con la regia di Lynne Ramsay; il suo secondo  These Demented Lands (La ragazza nell'acqua) ha vinto l'Encore Award, il terzo, Le Soprano, ha ricevuto il premio Saltire Scottish Book. Anche quest'ultimo è diventato una pellicola cinematografica per la regia di Michael Caton-Jones.

## Opere

### Edizioni originali

#### Romanzi
- Morvern Callar (1995)
- These Demented Lands (1997)
- The Sopranos (1998)
- The Man Who Walks (2002),
- The Worms Can Carry Me To Heaven (2006)
- The Stars in the Bright Sky (2010)
- The Deadman's Pedal (2012)
- Their Lips Talk of Mischief (2014)

#### Saggi
- Tago Mago: Permission to Dream (2015)

### Edizioni in lingua italiana
- Rave Girl
- La ragazza nell'acqua
- Le Soprano
- L'uomo che cammina

## Filmografia

### Soggettista
- Le nostre signore (Our Ladies), regia di Michael Caton-Jones (2019) - tratto dal romanzo The Sopranos
- Morvern Callar, regia di Lynne Ramsay (2002) - tratto dal romanzo Morvern Callar